# Vizažist
Vizažist (eng. Make-up artist) je umjetnik koji se bavi izgledom ljudskog tijela. Najčešće se bave uljepšavanjem ili naglašavanjem i prikrivanjem određenih dijelova lica.

## Vrste
Postoje različita područja koja vizažisti mogu specijalizirati kao što je filmska šminka, šminka za TV kuće, kazališna šminka, transformacije, a najviše ih se bavi uljepšavanjem.

## Šminkanje u Hrvatica
Hrvatice odlaze na profesionalna šminkanja da bi zablistale na vjenčanjima, posebnim večerama, izlascima, predavanjima, maturalnim večerima...

## Istaknuti vizažisti u Hrvatskoj
- Saša Joković
- Simona Antonović[1]
- Sanja Agić
- Dajana Pajkić[2]
- Petra Sever
- Lada Mitrašinović
- Helena Dželalija
- Tea Flego
- Marina Mamić
- Jelena Perić